# Torben Rechendorff
Torben Rechendorff (født 1. april 1937 i København, død 28. november 2022) var en dansk politiker fra Det Konservative Folkeparti og  minister.
Han blev født i København i 1937 og var adoptivsøn af civilingeniør Aage Rechendorff og Gudrun Rechendorff. Han havde realeksamen fra Birkerød Statsskole 1955 og lærereksamen fra Frederiksberg Seminarium 1960. Herefter var han lærer i Frederiksberg Kommune 1960-61 og Hørsholm Kommune 1961-70. Rechendorff var skoleinspektør på Hørsholm Skole 1970-81.
Han var folketingsmedlem for Vestsjællands Amtskreds 12. december 1990 – 20. september 1994, for Københavns Amtskreds fra 21. september 1994 – 10. marts 1998. Tidligere havde han været medlem af kommunalbestyrelsen i Hørsholm Kommunne 1966-74.
Formand for Det Konservative Folkeparti 1993-1995.
Rechendorff var kirkeminister i Regeringen Poul Schlüter III fra 3. juni 1988 til 10. januar 1989, derefter Kirke- og kommunikationsminister til 18. december 1990. Han fortsatte som kirke- og kommunikationsminister i Regeringen Poul Schlüter IV fra 18. december 1990 til 24. januar 1993.
Rechendorff var gift provst Lis Rechendorff til hun døde i 2006. Efter tiden som medlem af Folketinget han var engageret i Diakonissestiftelsen og var formand for Grænseforeningen.
1989 blev han Kommandør af Dannebrog.